# Gruevia angelovi
Gruevia angelovi es una especie de insecto coleóptero de la familia Chrysomelidae.
Fue descrita científicamente en 1968 por Gruev & Tomov.